# 리사 패스파인더

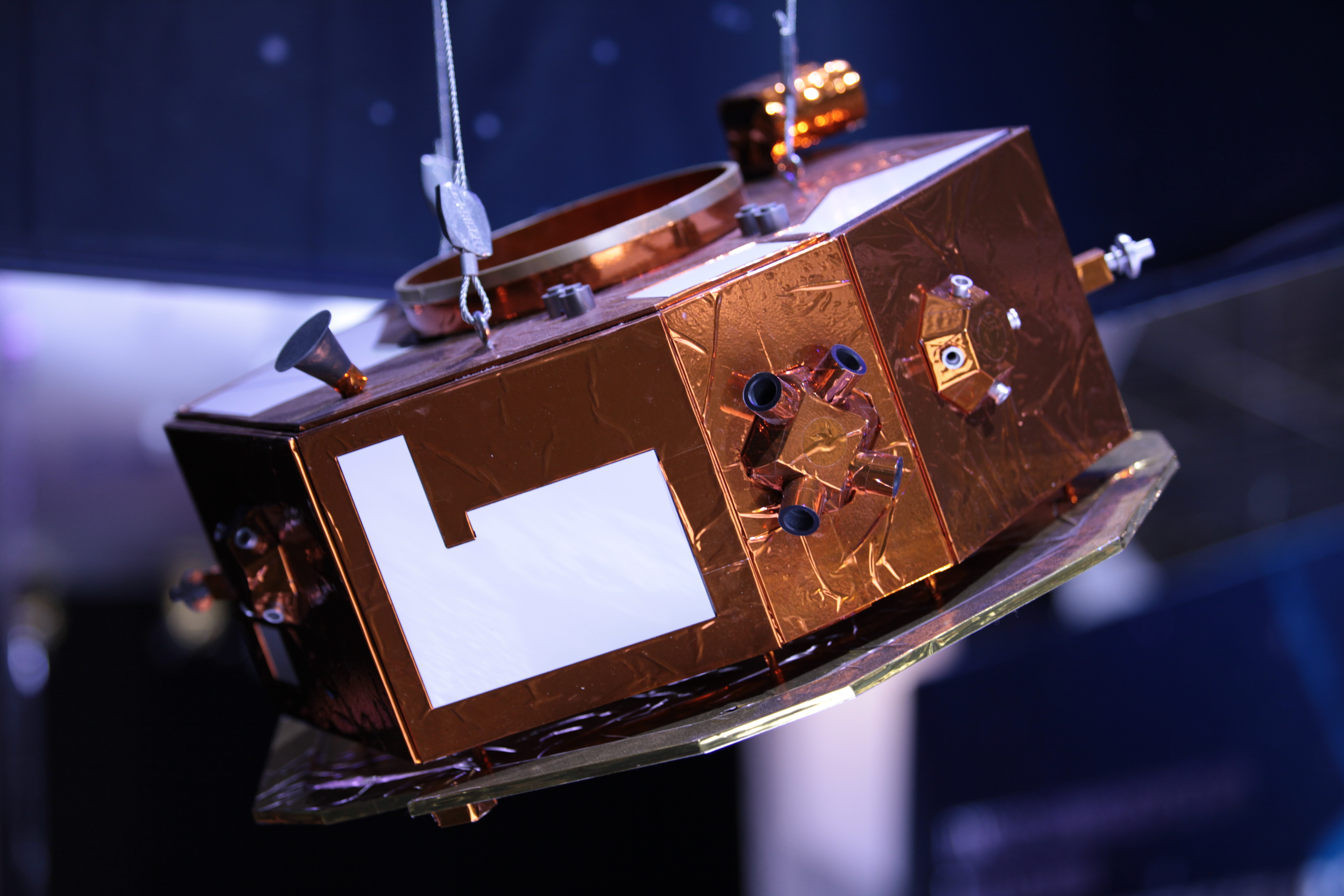

리사 패스파인더(LISA Pathfinder, 구 SMART-2, 고급 기술 연구를 위한 소규모 임무, Small Missions for Advanced Research in Technology-2)는 2015년 12월 3일 베가 플라이트 VV06에 탑승하여 발사된 유럽 우주국(ESA) 우주선이었다. ESA 중력파 관측소인 LISA(레이저 간섭계 우주 안테나)에 필요한 임무 테스트 기술은 2037년에 발사가 예정되어 있다. 과학 단계로는 2016년 3월 8일에 시작되어 거의 16개월 동안 지속되었다. 2016년 4월 ESA는 리사 패스파인더가 리사 임무가 실현 가능함을 입증했다고 발표했다.
예상 임무 비용은 4억 유로였다.

## 미션
리사 패스파인더는 거의 완벽한 중력 자유 낙하에 두 개의 테스트 질량을 배치하고 전례 없는 정확도로 상대적인 움직임을 제어하고 측정했다. 레이저 간섭계는 질량의 상대적 위치와 방향을 0.01나노미터 미만의 정확도로 측정했으며, 이 기술은 후속 임무인 레이저 간섭계 우주 안테나(LISA)를 통해 중력파를 감지할 수 있을 만큼 민감한 것으로 추정된다.
간섭계는 최종 LISA 간섭계의 한쪽 팔 모델이었지만 길이가 수백만 킬로미터에서 40cm로 축소되었다. 이러한 축소는 상대 위치 측정의 정확도를 변경하지 않았으며 측정이 리사 패스파인더의 주요 목표였던 실험 주변 우주선에서 발생하는 다양한 기술적 방해에 영향을 미치지 않았다. 그러나 중력파에 대한 민감도는 팔 길이에 비례하며 이는 계획된 리사 실험에 비해 수십억 배 감소했다.
리사 패스파인더는 ESA가 주도하는 임무였다. 여기에는 프랑스, 독일, 이탈리아, 네덜란드, 스페인, 스위스, 영국 및 미국 우주국 NASA의 유럽 우주 회사와 연구 기관이 참여했다.

## 같이 보기
- 레이저 간섭계 중력파 관측소
- VIRGO 간섭계